# Tarletonbeania taylori
Tarletonbeania taylori és una espècie de peix de la família dels mictòfids i de l'ordre dels mictofiformes.

## Morfologia
- Els mascles poden assolir 7 cm de longitud total.[4]

## Depredadors
És depredat per Brama japonica.

## Hàbitat
És un peix marí i d'aigües profundes que viu entre 0-1.500 m de fondària.

## Distribució geogràfica
Es troba al Pacífic nord: el Japó, Alaska i el Canadà (la Colúmbia Britànica).